# Johannes Herber
Johannes Herber (Darmstadt, 17 gennaio 1983) è un ex cestista tedesco.

## Carriera
Con la Germania ha disputato i Campionati mondiali del 2006 e due edizioni dei Campionati europei (2007, 2011).

## Palmarès
- Campionato tedesco: 1

Alba Berlino: 2007-08
- Coppa di Germania: 1

Alba Berlino: 2009
- Supercoppa tedesca: 1

Alba Berlino: 2008